# Ernst-Rainer Bisterfeld

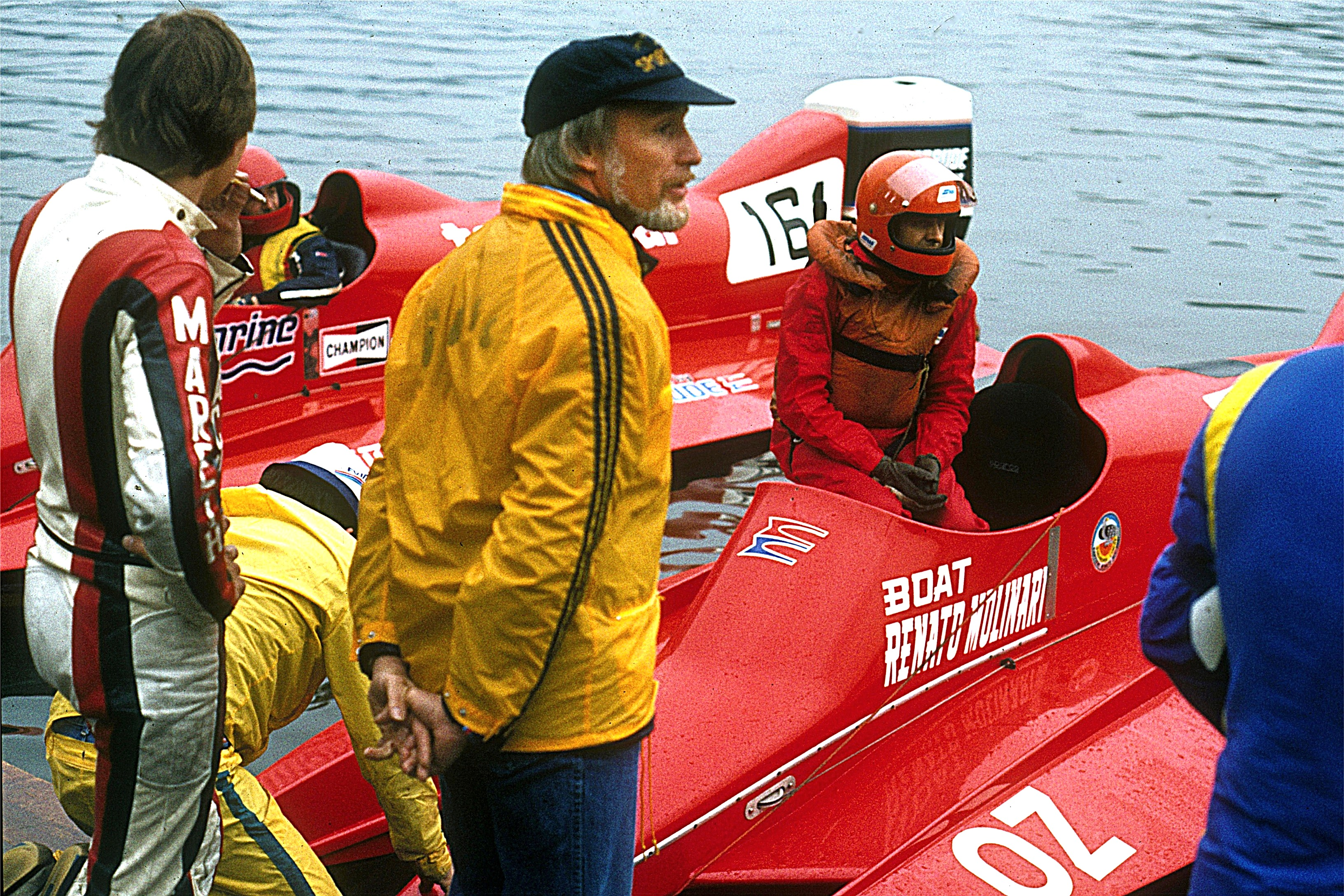
Rainer Bisterfeld (gelbe Jacke) 1981 in Brodenbach

Ernst-Rainer Bisterfeld aus Radevormwald ist ein ehemaliger deutscher Motorbootsportler.
Bisterfeld begann seine Motorbootsportkarriere 1964 und sammelte insgesamt 24 Titel. In 18 aktiven Jahren bestritt er 420 Rennen, von denen er etwa die Hälfte gewinnen konnte. Er war mehrfach Deutscher Meister in der 350- und 500-cm³-Klasse und Europameister. Im Oktober 1973 gelang es ihm in Österreich, Weltmeister im Motorbootrennen zu werden.
Über die Betreuung seines Enkels Nick Bisterfeld ist er weiterhin im Motorbootsport engagiert.

## Sportliche Erfolge
- 1969 Vizeweltmeister in Posen (Polen)
- 1974 Vizeweltmeister in Sigtuna (Schweden)
- 1974 Europameister in Auronzo (Italien)
- 1976 Europameister in Hanau (Deutschland)
- 1975 Deutscher Meister
- 1969 Sieger „Großer Preis von Europa“
- 1974 Sieger „Großer Preis von Deutschland“